# Радков (Петриковский район)
Радков (бел. Радкава) — деревня в Птичском сельсовете Петриковского района Гомельской области Беларуси.

## География

### Расположение
В 20 км на северо-восток от Петрикова, 3 км от железнодорожной станции Птичь (на линии Лунинец — Калинковичи), 160 км от Гомеля. Рядом автодорога Лунинец — Калинковичи.

## Транспортная сеть
Планировка состоит из чуть изогнутой улицы близкой к широтной ориентации, к которой с юга присоединяется дугообразная улица. Застройка неплотная, деревянная, усадебного типа.

## История
По письменным источникам известна с XIX века как селение в Мозырском уезде Минской губернии. В 1931 году жители вступили в колхоз. Во время Великой Отечественной войны в марте 1943 года оккупанты полностью сожгли деревню и убили 72 жителей. 7 жителей погибли на фронте. Согласно переписи 1959 года в составе колхоза «40 лет Октября» (центр — деревня Птичь).

## Население

### Численность
- 2004 год — 38 хозяйств, 95 жителей.

### Динамика
- 1834 год — 2 двора.
- 1940 год — 39 дворов, 193 жителя.
- 1959 год — 180 жителей (согласно переписи).
- 2004 год — 38 хозяйств, 95 жителей.